# Kreyo (Klangenan)
Kreyo is een bestuurslaag in het regentschap Cirebon van de provincie West-Java, Indonesië. Kreyo telt 5895 inwoners (volkstelling 2010).